# フリーポート・マクモラン
フリーポート・マクモラン（正式名称：Freeport-McMoRan Inc., NYSE: FCX）は、チリのコデルコ社と並ぶ銅・モリブデン生産における最大級の企業であり、金の鉱山会社。本社は米国アリゾナ州フェニックス。
2007年3月19日、世界最大級の銅会社であったフェルプス・ドッジを、株式1株につき$88の現金及びフリーポート・マクモランの株式0.67株という条件で吸収合併した結果、資源メジャーとなった。
銅の副産物として、金、銀、モリブデン、レニウムを扱う鉱山会社。銅だけでなく、他の副産物も市況が高騰していることにより、銅クレジットの低減に役立っている。副産物の内、モリブデン部門については、吸収したフェルプス・ドッジ社が保有していたクライマックス・モリブデン社という関連会社が業務を担当している。
2012年1月、インドネシア・パプア州のグラスベルグ鉱山開発に伴う環境破壊と、それに抗議する住民への拷問・残虐行為を理由に、世界最悪企業賞（パブリックアイ・アワード）の6位に選出された。